# W. Kingsland Macy
William Kingsland Macy (ur. 21 listopada 1889 w Nowym Jorku, zm. 15 lipca 1961 w Islip) – amerykański polityk, członek Partii Republikańskiej.

## Działalność polityczna
W 1946 zasiadał w New York State Senate. W okresie od 3 stycznia 1947 do 3 stycznia 1951 przez dwie kadencje był przedstawicielem 1. okręgu wyborczego w stanie Nowy Jork w Izbie Reprezentantów Stanów Zjednoczonych.